# Cartodere strupii
Cartodere strupii es una especie de coleóptero de la familia Latridiidae.

## Distribución geográfica
Habita en Carintia.